# Alexander Godunov
Alexander Godunov (Russisch: Александр Борисович Годунов, Aleksandr Borisovitsj Godoenov) (Sachalin, Sovjet-Unie (nu Rusland), 28 november 1949 - West Hollywood, VS, 18 mei 1995) was een tot Amerikaan genaturaliseerde balletdanser en acteur van Russische afkomst. 
Toen hij in 1979 in New York op tournee was met het Bolsjoj Ballet vroeg hij politiek asiel aan, wat zorgde voor een internationaal incident. Gudunovs vrouw Ludmilla Vlasova zat op dat moment in het vliegtuig dat zou vertrekken naar Moskou. De vlucht werd echter geannuleerd, omdat de autoriteiten eerst wilden uitzoeken of het Vlasova's eigen keuze was om te vertrekken. Na 73 uur werd vastgesteld dat dit inderdaad zo was en mocht het vliegtuig vertrekken. Godunov was een jaar lang bezig om zijn vrouw terug te krijgen, maar dit mocht niet baten. De twee scheidden uiteindelijk in 1982. 
Later danste hij voor het American Ballet Theater, dat onder leiding stond van zijn vriend en voormalig klasgenoot Mikhail Baryshnikov. In 1982 werd hij uit de groep gezet door Baryshnikov, waarna Godunov zelf zijn dansgroep startte. 
Godunov speelde vanaf 1974 in films, en is als acteur wellicht het bekendst geworden als bad guy Karl uit Die Hard. 
In mei 1995 stuurden bezorgde vrienden een verpleegster naar Godunovs huis; daar werd hij dood aangetroffen. Zijn dood was alcohol-gerelateerd.

## Filmografie
- The Zone (1996) - Lothar Krasna
- North (1994) - Amish Dad
- Waxwork II: Lost in Time (1992) - Scarabis
- The Runestone (1990) - Sigvaldson, The Clockmaker
- Die Hard (1988) - Karl
- The Money Pit (1986) - Max Beissart, the Maestro
- Witness (1985) - Daniel Hochleitner
- Live from Lincoln Center televisieserie - Rol onbekend (Afl., An Evening with American Ballet Theatre, 1981)
- The Big Show televisieserie - Rol onbekend (Episode 1.1, 1980)
- 31st of June (televisiefilm, 1978) - Rol onbekend
- Anna Karenina (1974) - Vronsky

- Bibsys: 5101076
- Biblioteca Nacional de España: XX1512248
- Bibliothèque nationale de France: cb14046089k (data)
- Gemeinsame Normdatei: 1244256579
- International Standard Name Identifier: 0000 0000 6301 3096
- Library of Congress Control Number: n83169417
- Nationale Bibliotheek van Letland: 000258198
- SNAC: w6n618rb
- Système universitaire de documentation: 075741261
- Trove: 1456608
- Virtual International Authority File: 5133783
- WorldCat: E39PBJdrCwHvThq94xPvvDBdcP